# Islotes Estrella del Norte
Die Islotes Estrella del Norte sind eine Inselgruppe in der Marguerite Bay vor der Fallières-Küste des Grahamlands auf der Antarktischen Halbinsel. Sie liegt etwa 1 km nordwestlich der Neny-Insel. Die Gruppe umfasst Northstar Island und einige vorgelagerte Klippen. 
Der Name der Inselgruppe ist erstmals auf einer chilenischen Seekarte aus dem Jahr 1969 zu finden. Benannt ist sie Anlehnung an die Benennung der größten Insel.